# NGC 6901
NGC 6901 (również IC 5000, PGC 64552 lub UGC 11542) – galaktyka spiralna z poprzeczką (SBab), znajdująca się w gwiazdozbiorze Orła. Odkrył ją Albert Marth 15 sierpnia 1863 roku.
W galaktyce tej zaobserwowano supernową SN 2004da.